# Durbar

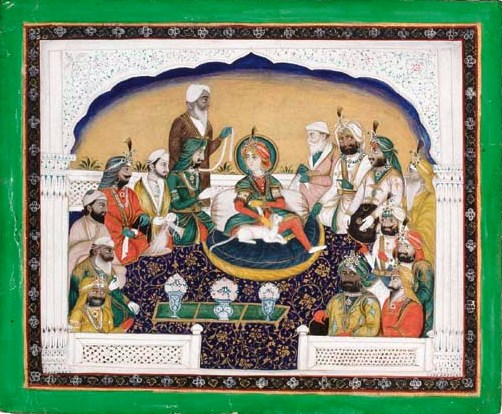
De durbar van maharadja Dalip Singh van Punjab, rond 1845.

Een durbar is in het zuiden van Azië een formele bijeenkomst van het hof van een monarch of een groep machthebbers. 
Oorspronkelijk is de term afkomstig uit Perzië, waar de hofhouding van de sjah de durbar genoemd werd. Later werd de durbar een sterk ceremoniële bijeenkomst, bedoeld om de macht van de heerser te bevestigen. Meestal gebeurde dit bij een troonsbestijging. Tijdens de durbar kwamen alle vazallen van de heerser hem trouw betuigen en geschenken brengen. In de 16e eeuw brachten de Mogols het gebruik naar India, waar het al snel door andere prinsen en potentaten gekopieerd werd. 
De Britten kopieerden het gebruik ook. Zij hielden drie maal in Delhi een gigantische durbar bij de kroning van een Britse keizer, hoewel de keizer in kwestie alleen in 1911 persoonlijk aanwezig was (het betrof George V). 